# 우치마기촌
우치마기촌(内間木村)은 사이타마현 기타아다치군에 설치되었던 촌이다. 현재의 아사카시 북부에 해당한다.

## 역사
- 1889년 4월 1일 - 정촌제 시행에 의해 니쿠라군 우치마기촌이 성립하였다.
- 1891년 - 전년도 제국 의회의 군분합법안에 따라 제안된 니쿠라군의 기타아다치군으로의 통합에 반대하여 기타토시마군으로의 합병을 청원하는 운동이 일어나 내무성・사이타마현・도쿄부(東京府)에 청원서를 제출하였다.
- 1896년 3월 29일 - 니쿠라군이 기타아다치군에 편입됨에 따라 소속 군이 기타아다치군이 되었다.
- 1923년 - 아라카와 대개수 공사가 완료되어 시게세 지구가 아라카와 동쪽 기슭으로 분리되었다.
- 1933년 - 구 니쿠라군 지역의 도쿄시 합병청원 운동이 일어나지만 실패로 끝난다.
- 1944년 2월 11일 - 전시정촌합병촉진법에 따라 시키정, 이리마군 무네오카촌, 미즈타니촌과 합병해 시키정이 성립하여. 우치마기촌은 일시적으로 소멸하였고. 아라카와 강 왼쪽 강변에 돌출된 시게세 지구는 같은 날 미사사촌에 편입되었다.
- 1948년 4월 1일 - 시키정이 해체되어 원래의 1정 3촌으로 돌아가고 우치마기촌도 다시 배치되었다. 단, 원래 이루마군 소속이었던 무네오카촌, 미즈타니촌은 기타아다치군 소속으로 남았다.
- 1955년 4월 1일 - 우치마기촌은 아사카정과 합병해 새로운 아사카정이 성립하여. 우치마기촌은 소멸하였다.